# ロレンゾ・フェティータ
ロレンゾ・フェティータ（Lorenzo Fertitta、1968年1月3日 - ）は、アメリカ合衆国の起業家、投資家、慈善活動家。フェティータ・キャピタル会長、レッド・ロック・リゾート副会長。元UFCの最高経営責任者（CEO）。

## 来歴

### 父フェティータ・ジュニア
父親のフランク・フェティータ・ジュニアが1960年にテキサス州からネバダ州ラスベガスに移住。移住したラスベガスでカジノのディーラーとしてスターダスト・リゾート＆カジノで働き、後にトロピカーナ、サハラ、サーカス・サーカスでカジノ部門の管理職を務めた。
1976年、フェティータ・ジュニアはラスベガスの地元住民や仕事後のカジノ従業員のニーズに合ったカジノが無いことに着目し、5,000平方フィートのカジノ「ザ・カジノ」を開業。後にビンゴ・パレス、パレス・ステーションと改名した。
フェティータ・ジュニアは、1993年に引退するまで息子達とカジノ開発・運営会社の「ステーション・カジノ」を経営。引退後もベンチャービジネス、コミュニティサービス、慈善活動に積極的に取り組み、2009年に死去した際に、ラスベガス市長オスカー・グッドマンから「ラスベガスの歴史の中で最も成功したビジネスパーソンの1人」と称えられた。

### 学生時代
1987年に私立のカトリック系名門校ビショップ・ゴーマン高校を卒業。1991年にサンディエゴ大学で経営学士を取得。1993年にニューヨーク大学の経営大学院レナード・N・スターン・スクールで経営学修士を取得。

### フェティータ・エンタープライズ
フェティータ・エンタープライズで1991年から1993年まで副社長に就任、1993年6月から2000年7月まで社長と最高経営責任者を兼任。主に不動産と有価証券の投資ポートフォリオ事業を担当した。

### ステーション・カジノ、レッド・ロック・リゾート
高校時代から兄のフランク3世と共に父親が創業したステーション・カジノで働く。
1993年、兄と共にステーション・カジノを新規株式公開し、2億9400万ドルの調達に成功。ステーション・カジノをカジノ開発・運営会社として新たに立ち上げ、共同創設者および主要株主となる。
2007年、ステーション・カジノを経営陣主導のレバレッジド・バイアウトで株式非公開化。
2009年2月2日、リーマン・ショック後の経営悪化により破産手続きを宣言。2009年7月28日、連邦倒産法第11章を申請。
2011年6月、2億4000万ドルの投資によりフェティータ兄弟が首脳陣に復帰し、ステーション・カジノを再編。フェティータ兄弟の主導のもと3つの州で21のカジノ施設を運営・所有するまで成長し、経済誌フォーチュンの「働きがいのある会社ランキング」にも選ばれた。
2015年10月13日、持ち株会社レッド・ロック・リゾートを設立し、ステーション・カジノを再上場した。
2016年4月26日、レッド・ロック・リゾートを新規株式公開し、5億3140万ドルの調達に成功。
2017年1月、レッド・ロック・リゾートの副会長に就任。

### UFC、ズッファ
2001年、総合格闘技プロモーションの「UFC」を買収するために兄のフランク3世と共同でUFCの運営会社ズッファ（Zuffa, LLC）を設立。UFCをセマフォ・エンターテイメント・グループから200万ドルで買収した。自身がUFCの会長兼最高経営責任者に就任すると共に、幼馴染みのダナ・ホワイトを社長に任命した。
UFCの会長兼最高経営責任者として全米の各州アスレチック・コミッションと折衝を重ね、総合格闘技の統一ルール（通称：ユニファイドルール）の確立に尽力。総合格闘技が全米50州のアスレチック・コミッションで承認されるようになる。その後UFCは150か国以上でテレビ放送、アンハイザー・ブッシュ、ハーレーダビッドソン、バーガーキング、エレクトロニック・アーツ、アメリカ陸軍等のスポンサー獲得、世界25か国以上でフィットネスジムのUFCジムをフランチャイズ展開するなどの成功を収める。
2005年1月、バイアコム傘下のSpikeとUFCのテレビ放送契約を締結。
2011年8月18日、FOXとUFCのテレビ放送契約を7年間、8億1300万ドルで締結したことを発表。
ニューヨーク州知事アンドリュー・クオモと協力して、同州での総合格闘技の承認に取り組み、2016年4月14日にクオモ州知事が法律に署名して総合格闘技が同州で承認されると、2016年11月12日にUFCの大会を開催。大会を開催したマディソン・スクエア・ガーデンでチケット売り上げが1770万ドルに達し、同会場のチケット売り上げ記録を更新した。
2016年7月、スポーツ史上最高額の売却額となる40億2500万ドル（約4400億円）でUFCをWME-IMGへ売却。売却完了後にUFCの最高経営責任者を退任した。

### フェティータ・キャピタル
2017年5月1日、兄のフランク3世と共に投資会社フェティータ・キャピタルを設立。

### 慈善活動
2016年9月、ネバダ大学ラスベガス校にフットボール場の建設資金として1000万ドルを寄付。
2020年4月、ネバダ州の新型コロナウイルス緊急対策基金に100万ドルを寄付。
この他に退役軍人、奨学金制度、脳研究、カトリック施設や母校への寄付など多岐にわたる支援を行っている。

## 人物
- 1996年11月から2000年7月までネバダ州アスレチック・コミッションのコミッショナーを務めていた。
- 元ネバダ州リゾート協会会長。
- 元全米ゲーミング協会取締役員。